# Vexillum mutabile
Vexillum mutabile là một loài ốc biển nhỏ, là động vật thân mềm chân bụng sống ở biển trong họ Costellariidae.

## Miêu tả

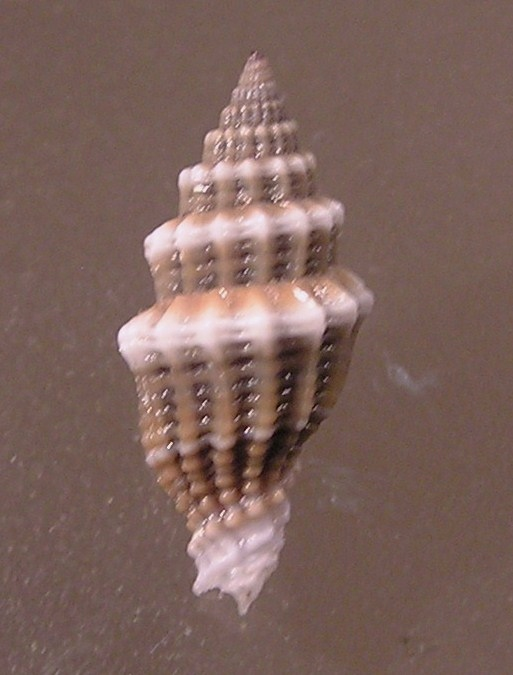
Abapertural view